# Filip al Ierusalimului
Filip al Ierusalimului (n.  ?) a fost episcop al Ierusalimului, aproximativ între 120 - 124. A fost de origine evreiască. După Eusebiu din Cezareea, el este canonizat și sărbătorit pe 4 august.